# Olios stylifer
Olios stylifer är en spindelart som först beskrevs av F. O. Pickard-Cambridge 1900.  Olios stylifer ingår i släktet Olios och familjen jättekrabbspindlar. Inga underarter finns listade i Catalogue of Life.